# Fritz-Foerster-Platz

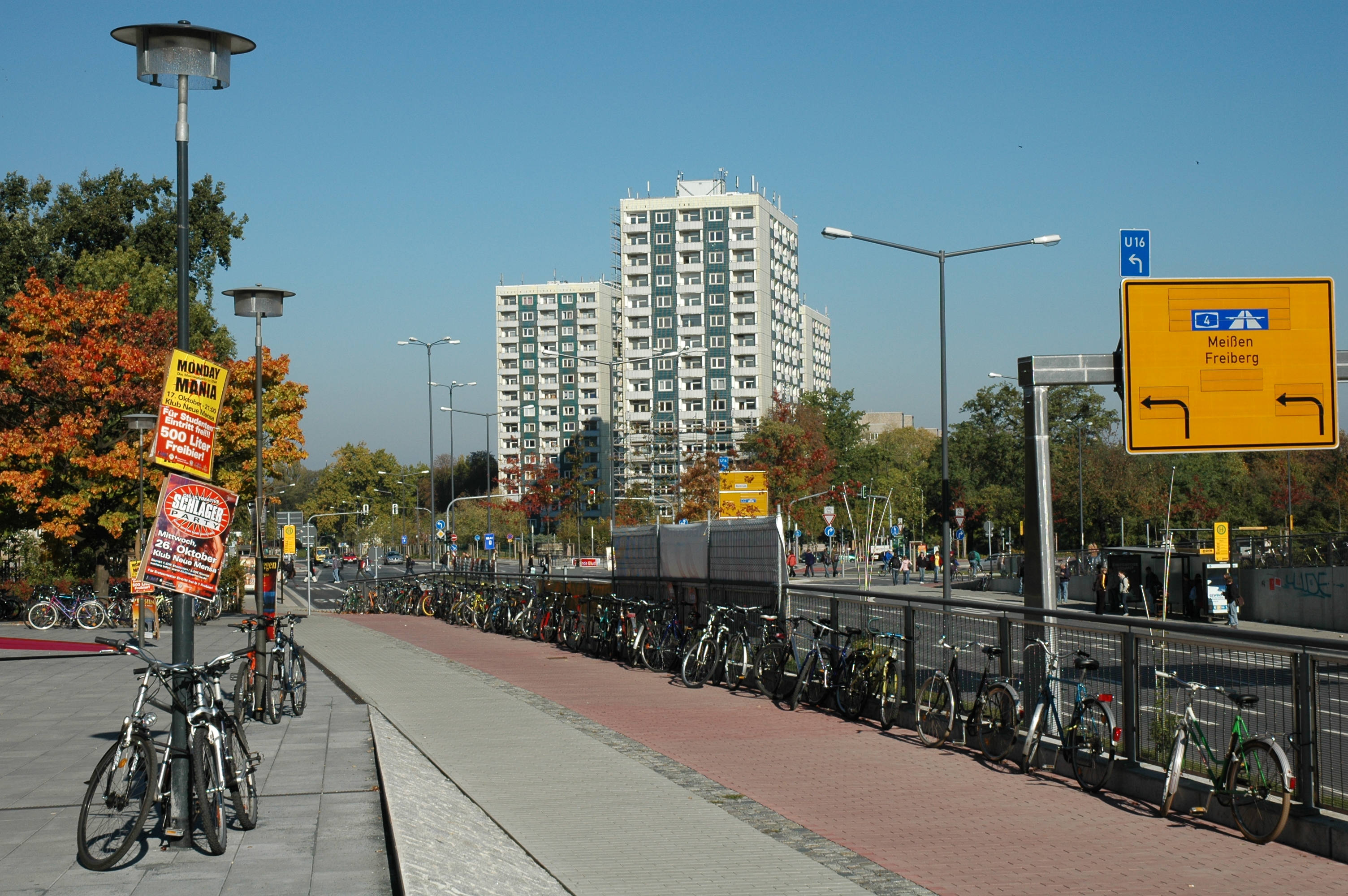
Blick von der Bergstraße zum Fritz-Foerster-Platz

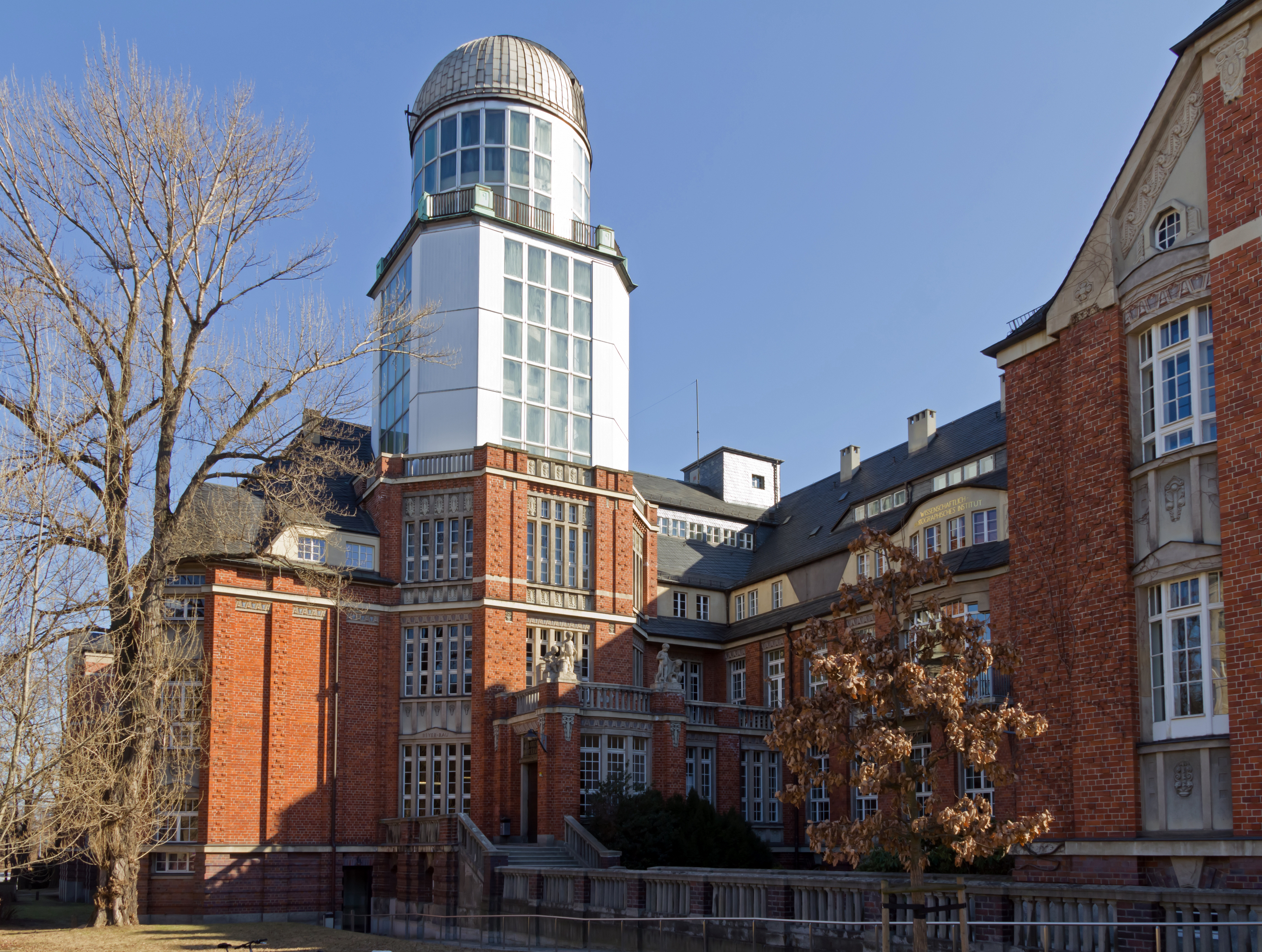
Beyer-Bau der Technischen Universität Dresden.

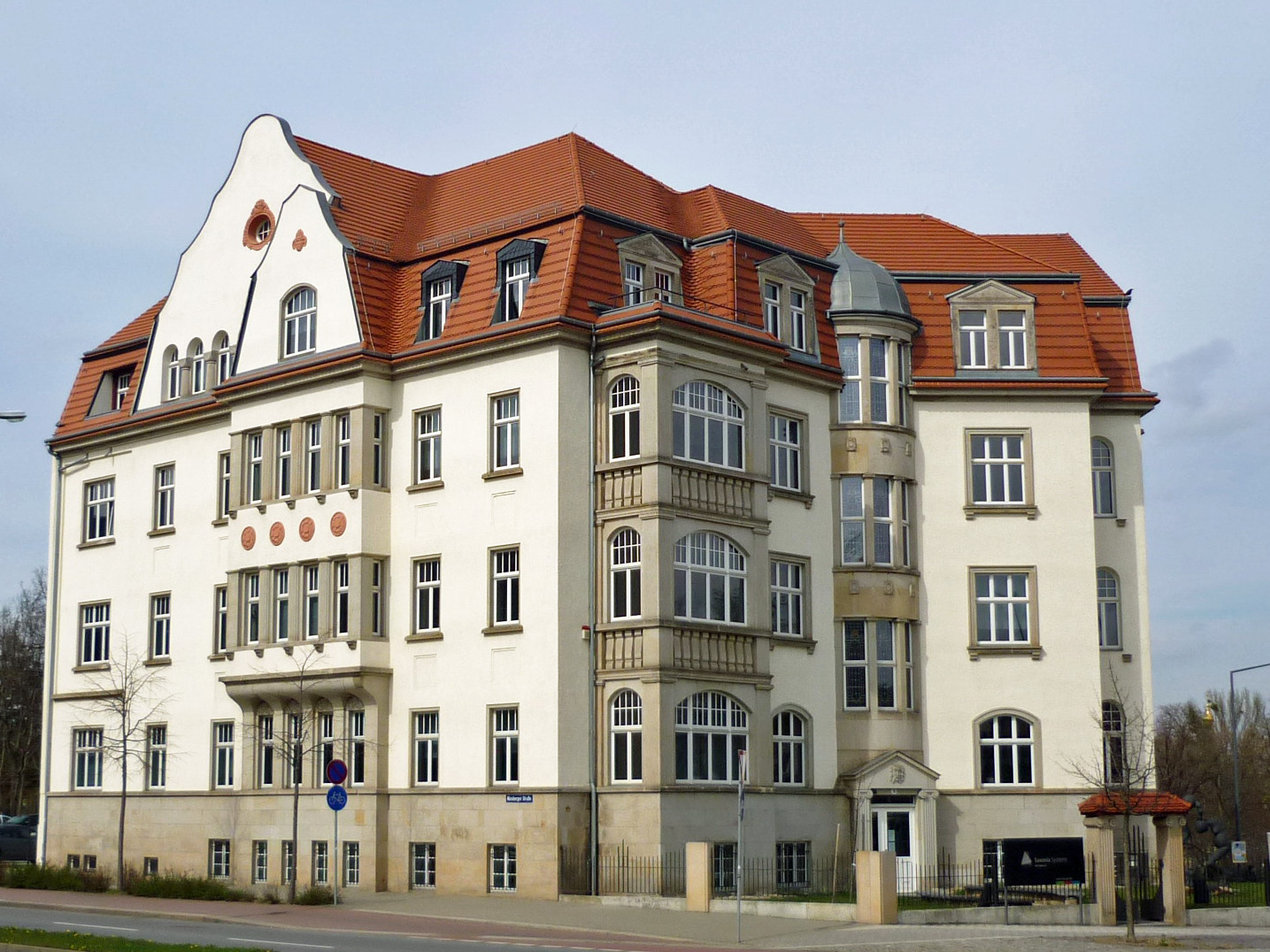
Verwaltungsgebäude Fritz-Foerster-Platz 2

Der Fritz-Foerster-Platz ist ein in der Dresdner Südvorstadt gelegener Verkehrsknoten und Kreuzungspunkt der Bundesstraße 170 und der Staatsstraße 172. Außerdem verkehren mehrere Buslinien über den Platz. Die beiden von der Vorkriegsbebauung erhaltenen Gebäude Fritz-Foerster-Platz 2 und der Beyer-Bau der Technischen Universität Dresden stehen unter Denkmalschutz, ebenso die 1981 eröffnete Neue Mensa.

## Geschichte
Der kreisförmig angelegte Platz entstand Anfang des 20. Jahrhunderts und erhielt zunächst den Namen Sedanplatz. Mit der Namensgebung sollte an die Schlacht von Sedan im Deutsch-Französischen Krieg erinnert werden. Da dieser Name nach 1945 als militaristisch und nicht mehr zeitgemäß betrachtet wurde, erfolgte 1946 die Umbenennung in Fritz-Foerster-Platz. Fritz Foerster (1866–1931) war ab 1898 Professor für Elektrochemie an der Technischen Hochschule in Dresden und übernahm 1917 das Amt des Rektors der Bildungseinrichtung.
Mehrfach wurde der Platz baulich verändert, wobei die ursprünglich ringförmige Straßenführung teilweise aufgegeben wurde. Bis 1974 verkehrte auch Dresdens einzige O-Bus-Linie über den Fritz-Foerster-Platz. Eine grundlegende Neugestaltung der Straßenführung erfolgte zwischen 2003 und 2005 im Zusammenhang mit dem Ausbau der Bergstraße als Autobahnzubringer zur Bundesautobahn 17. Angebunden an den Platz sind neben der Bergstraße nur noch der Zellesche Weg und die Nürnberger Straße als Teil des äußeren Stadtrings, während die George-Bähr-Straße und die Hochschulstraße (bis 1945 Sedanstraße) nur noch für Fußgänger und Radfahrer erreichbar sind.

## Gebäude
- Verwaltungsgebäude Fritz-Foerster-Platz 2: Das Haus an der Nordwestecke des Platzes entstand 1910 und weist verschiedene Schmuckelemente des Jugendstils auf. Nach dem Zweiten Weltkrieg hatte hier von 1957 bis 1991 die Verwaltung des Stadtbezirkes Dresden-Süd ihren Sitz, danach noch bis 1996 das Ortsamt Südvorstadt (hieß anschließend Ortsamt Plauen und seit 2018 Stadtbezirksamt Plauen). Das Haus wurde 2007/08 saniert und dient seitdem als Sitz der Saxonia Systems AG.

- Beyer-Bau: Das Gebäude entstand 1913 für die Bauingenieur-Abteilung der Technischen Hochschule und gilt wegen seines markanten Kopfbaus und dem Observatoriumsturm als Wahrzeichen der TU. Ursprünglich sollte es Teil eines größeren Lehrkomplexes sein, welcher jedoch bedingt durch den Ersten Weltkrieg nicht fertiggestellt werden konnte. Erst 1921 erfolgte die endgültige Fertigstellung in reduzierter Form. Architekt des Baus war Martin Dülfer.[3]

- Neue Mensa Dresden: Der moderne Neubau entstand 1974 bis 1978 an der Ecke Bergstraße / Zellescher Weg zur Versorgung der Studenten der Technischen Universität. Architekten waren Ulf Zimmermann, Eberhard Seeling und Olaf Jarmer. Auf der Freifläche vor dem Haus steht die von Hermann Glöckner gestaltete Großplastik „Stahlmast mit Faltungen“.[4] Seit dem Sommer 2014 musste die obere Etage, später die gesamte Mensa geschlossen bleiben. Die Sanierung und Erweiterung der seit 2008 denkmalgeschützten Neuen Mensa verzögerte sich, sodass der Abschluss der Arbeiten für das Jahr 2024[veraltet] geplant ist.[5]

## Baumbestand am Fritz-Foerster-Platz
Mit der Enttrümmerung und dem Wiederaufbau erfolgten umfangreiche Baumbepflanzungen. Mit der Umgestaltung des Platzes wurden neue Baumpflanzungen getätigt. Die besonderen Wuchsformen, Ausprägungen und Verwachsungen unterschiedlichster Bäume und Gehölzen vorzufinden.
Der Baumbestand besteht aus folgenden dendrologischen Gehölzen:
- Acer campestre (Feld-Ahorn)
- Platanus x acerifolia (Gewöhnliche Platane)
- Quercus palustris (Sumpf-Eiche)
- Quercus rubra (Amerikanische Rot-Eiche)
- Sophora japonica (Japanischer Pagodenbaum)
- Tilia cordata (Winter-Linde)[6]